# Särkalampi
Särkalampi är en sjö i Hällefors kommun i Västmanland och ingår i Göta älvs huvudavrinningsområde. Sjön är 10 meter djup, har en yta på 0,008 kvadratkilometer och befinner sig 278 meter över havet.